# 馬札拉伯人
馬札拉伯人，是指住在埃及和蘇丹的一個民族，祖先是16世紀後期的馬札兒人。

## 名稱
這字在努比亞語解作馬扎爾人部落，他們的馬札兒人身分使他們與周圍的埃及人、努比亞人分開。

## 歷史
據傳說，在16世紀奧斯曼帝國征服匈牙利後把一部分馬札兒士兵送到埃及南部駐守，並與當地努比亞人婦女通婚。據當地馬札拉伯人傳說他們的祖先是易卜拉欣-埃爾-馬扎爾，在1517年從布達來到當地，他與當地的努比亞女人結了婚，他們有一個兒子叫阿里，阿里有五個兒子，都有馬札兒人起源。自1992年以來馬札拉伯人一直世界匈牙利人聯合（MagyarokVilágszövetsége）的成員。
直到1935年前，他們也沒被歐洲人發現。因為二戰的爆發，部落的代表曾嘗試與匈牙利官員接觸，但未能如願。
這些人因與當地努比亞居民通婚現在有一個穆拉托人的外表，也不再講匈牙利語。然而他們的語言中有一些非阿拉伯語單詞，可能來源於奧地利一帶。

## 馬札拉伯社區
馬札拉伯多沿尼羅河生活，在蘇丹他們生活在瓦迪哈勒法，在埃及的阿斯旺有他們的聚居地，而在首都開羅則有約400人生活。
他們信仰伊斯蘭教。